# Mr and Mrs William Hallett
Mr and Mrs William Hallett est un tableau réalisé en 1785 par Thomas Gainsborough, et conservé à la National Gallery de Londres. Il est populairement connu comme The Morning Walk (La Promenade matinale). Le tableau a été attaqué par un homme avec un objet pointu le 18 mars 2017. 

## Histoire
Gainsborough a peint l'œuvre à l'été 1785, peu avant le mariage des sujets, William Hallett (1764-1842) et Elizabeth Stephen (1763/1833), tous deux âgés de 21 ans. Après le décès de Mme Hallett, le tableau fut mis en vente chez Foster en 1834, bien qu'il fût resté invendu. Plus tard, la propriété a été contestée. En avril 1884, la collection Hilliard la vendit à Agnew, qui la revendit huit jours plus tard à Sir Nathan Mayer Rothschild (devenu Lord Rothschild). La peinture a été achetée pour la National Gallery en 1954, auprès de la collection de Lord Rothschild, pour 30 000 £, le Fonds de l'Art accordant une subvention de 5 000 £ au prix d'achat. 

## Description
L'idée de transformer un portrait de mariage officiel en une promenade dans un parc revient sûrement à Gainsborough. Le couple se promène, en tenue citadine très élégante. Un chien samoyède se tient à leurs côtés, la patte droite en avant, comme pour les imiter. Son poil, clair et duveteux, fait écho à la tenue claire et vaporeuse de Mrs Hallett. Le parc est peint dans une ambiance vaporeuse. 

## Influence
La composition de Gainsborough a inspiré le portrait de Sir Christopher et de Lady Sykes, connu sous le nom de The Evening Walk, par George Romney. 

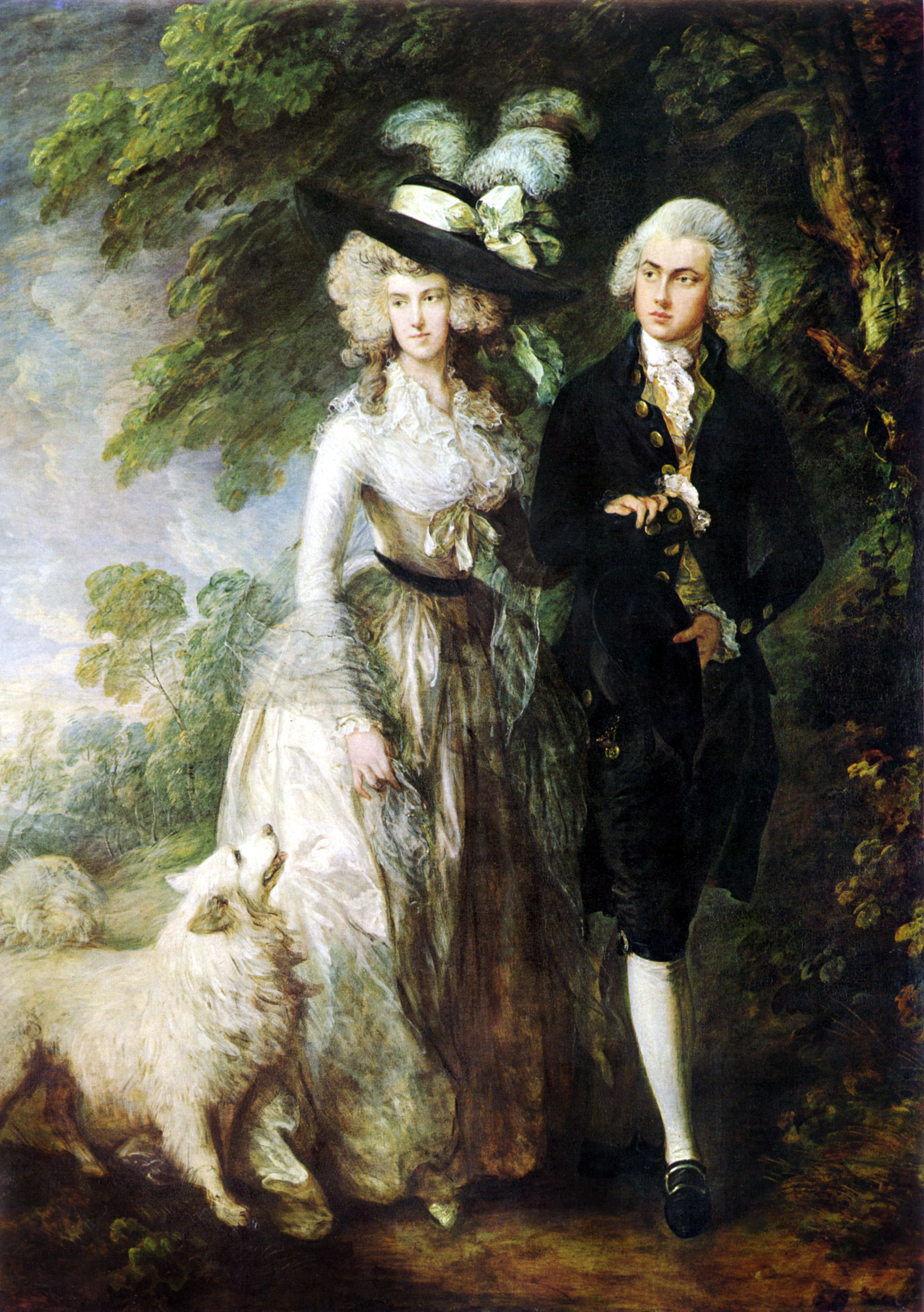
Mr and Mrs William Hallett. Huile sur toile, 1785.
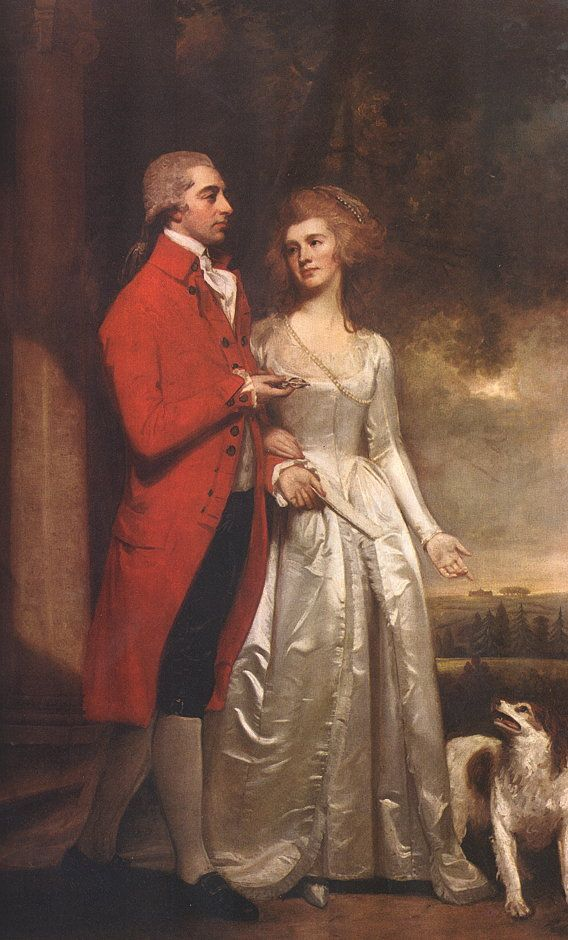
Sir Christopher et Lady Sykes par George Romney.